# Desa Tempurejo (administrativ by i Indonesien, Jawa Timur, lat -8,30, long 113,69)
Desa Tempurejo är en administrativ by i Indonesien.   Den ligger i provinsen Jawa Timur, i den sydvästra delen av landet, 800 km öster om huvudstaden Jakarta.